# Desa Tanjung (administrativ by i Indonesien, Jawa Barat, lat -6,48, long 107,89)
Desa Tanjung är en administrativ by i Indonesien.   Den ligger i provinsen Jawa Barat, i den västra delen av landet, 120 km öster om huvudstaden Jakarta.